# Чино (Калифорнија)
Чино (енгл. Chino) град је у америчкој савезној држави Калифорнија. По попису становништва из 2010. у њему је живело 77.983 становника.

## Демографија
Према попису становништва из 2010. у граду је живело 77.983 становника, што је 10.815 (16,1%) становника више него 2000. године.
| Група             | 2000.          | 2010.          |
| Белци             | 25.267 (37,6%) | 21.659 (27,8%) |
| Афроамериканци    | 5.250 (7,8%)   | 4.829 (6,2%)   |
| Азијати           | 3.308 (4,9%)   | 8.159 (10,5%)  |
| Хиспаноамериканци | 31.830 (47,4%) | 41.993 (53,8%) |
| Укупно            | 67.168         | 77.983         |